# ウォルナット郡区 (アイオワ州アデア郡)
ウォルナット郡区（英語：Walnut Township）は、アメリカ合衆国アイオワ州アデア郡にある17の郡区の一つである。2000年の国勢調査では人口223人。

## 地理
ウォルナット郡区の面積は92.3平方キロメートル（35.65平方マイル）で、郡区内に基礎自治体はない。アメリカ地質調査所によると、この郡区には4つの墓地がある（Abandoned Timber、Canby、Oakwood、およびSaint Josephs）。